# Lauritz Schmidt
Lauritz Thura Thrap Schmidt (Oslo, 1 de maio de 1897 — 27 de junho de 1970) foi um velejador norueguês, medalhista olímpico. Ele competiu nos Jogos Olímpicos de Verão de 1920 na classe 8 Metre e conquistou a medalha de prata na disputa realizada segundo as regras de 1919 a bordo do Lyn com Jens Salvesen, Finn Schiander, Nils Thomas e Ralph Tschudi. Dezesseis anos depois, ele conquistou sua segunda medalha de prata na mesma classe ao lado de Olaf Ditlev-Simonsen, John Ditlev-Simonsen, Hans Struksnæs, Jacob Thams e Nordahl Wallem.
Passou a sua carreira profissional como gerente do impressor de livros Nationaltrykkeriet e do encadernador Forlagsbokbinderiet, a partir de 1926. Presidiu a Associação para a Promoção do Esqui de 1939 a 1946, tendo sido membro do conselho desde 1927.